# Eduardo Llanas Jubero
Eduardo Llanas Jubero (Binéfar, 13 de octubre de 1843-Zaragoza, 14 de julio de 1904), fue un religioso escolapio que destacó como conferenciante, científico, escritor y arqueólogo.

## Biografía
En Binéfar, donde nació, era conocido como el hijo de "mosén Ramón" ya que su padre, al enviudar, decidió terminar sus estudios sacerdotales, por lo cual repartió a sus ocho hijos entre sus parientes más próximos. Eduardo Llanas realizó sus primeros estudios en el colegio de los Padres Escolapios de Barbastro, y desde allí pasó a estudiar en diversas escuelas y seminarios escolapios de la provincia de Barcelona, (Mataró, Sabadell, Moyá, Barcelona). Fue ordenado sacerdote en 1866.
En 1870 fue destinado a Cuba, donde residió durante siete años y donde comenzó su carrera de conferenciante y publicista. Allí fundó y presidió la Asociación de Católicos y dirigió la Revista Católica de La Habana. Preocupado por la cuestión social, inició unas obras benéficas cuya finalidad eran mejorar la educación de la juventud. El reconocimiento a su labor le llevó a ser portavoz del Obispado de La Habana.
Debido a su precaria salud regresó a la Península, siendo destinado a Villanueva y Geltrú, donde fue el primer rector del Colegio Samà. En esta población desarrolló una actividad muy intensa, colaborando con el Ateneo y la Biblioteca Museo Víctor Balaguer. Fue también el primer presidente de la delegación de la Associació d´Excursions Catalana, y como historiador, mantuvo una gran actividad en el campo de la arqueología. En esta etapa comenzó su faceta de conferenciante en Barcelona, que fue intensa cuando en 1866, se trasladó al Colegio Sant Antoni de esa ciudad para dedicarse a la enseñanza. En la capital catalana colaboró con periódicos como Diario de Barcelona, El Noticiero Universal y El Criterio Católico. Además fue impulsor y director la Academia Calasancia , miembro de la Academia de Buenas Letras y, desde Roma, consultor de la Sagrada Congregación del Índice. Defendió la doctrina social de León XIII frente a la línea integrista de Félix Sardá y Salvany.
Desde 1900 a 1904 fue vicario general de las Escuelas Pías de España y en ellos restauró la capilla de San José de Calasanz en Peralta de la Sal, población cercana a Binéfar, donde la Academia Calasancia le rindió un homenaje póstumo y donde una plaza lleva su nombre.

## Obras destacadas
- Conferencias científico-religiosas (5 vols., Barcelona, 1878-93)
- Oraciones fúnebres de D.ª María de las Mercedes y Alfonso XII (Barcelona, 1878 y 1885)
- ¿Es pecado el liberalismo? (Barcelona, 1888)
- Los seis días de la creación (Barcelona, 1889)
- Reglas a que debe sujetarse la prensa católica (Madrid, 1891)
- Idea de la verdadera Religión (Barcelona, 1893)
- La electricidad aplicada. Ilustrada con centenares de figuras comprendidas en primorosas litografías (Barcelona,1896)
- Escolapios insignes (4 vols., Madrid, 1899-1900).